# کیت مولگرو
کیت مولگرو (انگلیسی: Kate Mulgrew؛ زادهٔ ۲۹ آوریل ۱۹۵۵) یک بازیگر سینما، و هنرپیشه اهل ایالات متحده آمریکا است. وی از سال ۱۹۷۵ میلادی تاکنون مشغول فعالیت بوده‌است.
از فیلم‌ها یا برنامه‌های تلویزیونی که وی در آن نقش داشته است می‌توان به نارنجی همان سیاه است، مامانو از قطار بنداز پایین و کمپ ناکجاآباد اشاره کرد.